# 우프
우프 (WWOOF, World-Wide Opportunities on Organic Farms - 유기농가에서의 세계적인 기회란 뜻) 은 농업 체험과 교류의 NGO이다. 1971년 런던에서 설립된 이후 많은 국가에서 따랐다.

## 역사[1]
우프(WWOOF)는 1971년 영국 유기농 농장에서 'Working Weekends on Organic Farms'(유기농장에서 주말에 일하기)이란 이름으로 처음 시작되었다.
점차 주말에만 일하는 형태에서 벗어났기에 1982년 우프기관들이 뜻을 모아 'Willing Workers on Organic Farms'(유기농장에서 일하려는 노동자)으로 바뀌었다가, 2000년도 영국 우프 회의에서는 우프가 자원봉사자 프로그램의 일종이므로 자발적인 참여자인 우퍼를 노동자라고 부르는 것은 적합하지 않다는 뜻을 모아 자연스럽게 지금 이름인 'World-Wide Opportunities on Organic Farms'로 줄임말이 가진 뜻을 바꾸기에 이르렀다.

## 같이 보기
- 워킹홀리데이